# Петанья, Винченцо
Винченцо Петанья (итал. Vincenzo Petagna; 1734—1810) — итальянский ботаник, врач и энтомолог.

## Биография
Винченцо Петанья родился 17 января 1734 года в городе Неаполь в семье Антонио Петаньи и Орсолы Куомо. Учился в иезуитской школе, в 1764 году окончил Неаполитанский университет со степенью по медицине. В 1770 году отправился в Вену, после чего объездил большую часть Германии и Италии. После возвращения Петанья путешествовал по Сицилии, вскоре был назначен профессором кафедры ботаники Университета Палермо. Затем он стал директором ботанического сада Монтеоливето в Неаполе.
Винченцо Петанья был академиком Неаполитанской королевской академии наук и членом Лондонского королевского общества.
6 октября 1810 года Винченцо Петанья скончался после продолжительной болезни.
Гербарий Петаньи хранится в Сельскохозяйственном колледже при Неаполитанском университете в Портичи (POR).

## Некоторые научные работы
- Petagna, V. (1785—1787). Institutiones botanicae. 5 vols.

## Роды растений, названные в честь В. Петаньи
- Petagnana J.F.Gmel., 1792, nom. nov. [syn.  Smithia Aiton, 1789, nom. cons.]
- Petagnia Raf., 1814 [syn.  Solanum Tourn. ex L., 1753]
- Petagnia Guss., 1827, nom. illeg. [syn.  Petagnaea Caruel, 1889, nom. nov.]